# فوي فانس
فوي فانس (بالإنجليزية: Foy Vance)‏ هو مغن مؤلف بريطاني، ولد في 1974 في Bangor, County Down ‏ في المملكة المتحدة.

## وصلات خارجية
- الموقع الرسمي
- فوي فانس على موقع IMDb (الإنجليزية)
- فوي فانس على موقع ميوزك برينز (الإنجليزية)
- فوي فانس على موقع أول ميوزيك (الإنجليزية)
- فوي فانس على موقع ديسكوغز (الإنجليزية)
- فوي فانس على موقع قاعدة بيانات الفيلم (الإنجليزية)